# Річард Кромвель
Річард Кромвель (англ. Richard Cromwell; (4 жовтня 1626, Гантінгдон — 12 липня 1712, Фінчлі) — англійський політичний діяч, другий Лорд-протектор Англії, Шотландії та Ірландії (з 3 вересня 1658 до 25 травня 1659); третій син Олівера Кромвеля. Його вороги дали йому прізвиська Tumbledown Dick і Queen Dick за нерішучий характер.
Після смерті батька 3 вересня 1658 року обійняв посаду лорда-протектора Англії, Шотландії та Ірландії, але за вісім місяців (25 травня 1659) добровільно подав у відставку.
До 29 січня 2012 Річард Кромвель, який прожив 85 років і 252 дні, залишався найстарішим правителем Англії (у цей день королева Єлизавета II стала старшою за нього).